# 로비 로버트슨
제이미 로열 "로비" 로버트슨(영어: Jaime Royal "Robbie" Robertson, OC, 1943년 7월 5일~2023년 8월 9일)은 캐나다에서 태어난 싱어송라이터이자 기타 연주자이다. 더 밴드의 리드 기타리스트이다.
〈The Weight〉, 〈The Night They Drove Old Dixie Down〉, 〈Up on Cripple Creek〉 등 더 밴드의 주요 히트곡들을 작곡했다.
1987년부터는 솔로로서도 활동하여 2011년까지 5장의 정규 음반을 냈다.
《롤링 스톤》지는 로비 로버트슨을 〈가장 위대한 기타 연주자 100명〉 목록에서 59번째로 선정했다.

## 서훈
- 2007년 캐나다 훈장 오피서(OC)[2]